# Giorgian De Arrascaeta
Giorgian Daniel De Arrascaeta Benedetti (Nuevo Berlín, 1 juni 1994) is een Uruguayaans voetballer die doorgaans als offensieve middenvelder speelt. Hij verruilde Cruzeiro in januari 2019 voor Flamengo. De Arrascaeta debuteerde in 2014 in het Uruguayaans voetbalelftal.

## Clubcarrière
De Arrascaeta komt uit de jeugdacademie van Defensor Sporting. Op 21 oktober 2012 debuteerde hij voor Defensor Sporting in de Uruguayaanse Primera División, tegen Danubio. Hij viel na 63 minuten in voor Diego Rodríguez. Op 1 juni 2013 maakte de aanvallend ingestelde middenvelder zijn eerste competitietreffer, tegen Cerro. In zijn debuutjaar scoorde hij drie keer in zestien competitieoptredens. In drie seizoenen maakte hij zestien doelpunten in 53 competitiewedstrijden voor Defensor Sporting. In januari 2015 werd de Uruguayaans international voor vier miljoen euro verkocht aan Cruzeiro. Op 17 juli 2015 debuteerde hij in de Braziliaanse Série A, tegen Santos. Op 5 juli 2015 maakte De Arrascaeta zijn eerste treffer in de Série A, tegen Clube Atlético Paranaense.

## Clubstatistieken
| Seizoen     | Club              | Competitie       | Competitie | Competitie | Beker | Beker | Internationaal | Internationaal | Totaal | Totaal |
| Seizoen     | Club              | Competitie       | Wed.       | Dlp.       | Wed.  | Dlp.  | Wed.           | Dlp.           | Wed.   | Dlp.   |
| ----------- | ----------------- | ---------------- | ---------- | ---------- | ----- | ----- | -------------- | -------------- | ------ | ------ |
| 2012/13     | Defensor Sporting | Primera División | 16         | 3          | 0     | 0     | 0              | 0              | 16     | 3      |
| 2013/14     | Defensor Sporting | Primera División | 26         | 7          | 0     | 0     | 12             | 2              | 38     | 9      |
| 2014/15     | Defensor Sporting | Primera División | 11         | 6          | 0     | 0     | —              | —              | 11     | 6      |
| Club totaal | Club totaal       | Club totaal      | 53         | 16         | 0     | 0     | 12             | 2              | 65     | 18     |
| 2015        | Cruzeiro          | Série A          | 23         | 4          | 2     | 0     | 10             | 1              | 35     | 5      |
| 2016        | Cruzeiro          | Série A          | 31         | 9          | 9     | 2     | —              | —              | 40     | 11     |
| 2017        | Cruzeiro          | Série A          | 16         | 3          | 10    | 2     | 2              | 0              | 28     | 5      |
| 2018        | Cruzeiro          | Série A          | 20         | 6          | 6     | 2     | 9              | 3              | 35     | 11     |
| Club totaal | Club totaal       | Club totaal      | 90         | 22         | 27    | 6     | 21             | 4              | 138    | 32     |
| 2019        | Flamengo          | Série A          | 4          | 0          | 1     | 0     | 5              | 1              | 10     | 1      |
| Club totaal | Club totaal       | Club totaal      | 4          | 0          | 1     | 0     | 5              | 1              | 10     | 1      |

Bijgewerkt t/m 30 juni 2019

## Interlandcarrière
De Arrascaeta scoorde vier keer in twintig interlands voor Uruguay -20. Hij debuteerde op 8 september 2014 in het Uruguayaans voetbalelftal, in een oefeninterland tegen Zuid-Korea. Hij viel na 62 minuten in voor Nicolás Lodeiro. Enkele minuten later maakte José María Giménez het enige doelpunt van de partij. Op 13 juni 2015 speelde de aanvallende middenvelder zijn eerste officiële interland op de Copa América 2015 tegen Jamaica. Hij viel na 64 minuten in voor Cristian Rodríguez, die eerder het enige doelpunt van de wedstrijd maakte. De Arrascaeta maakte deel uit van de Uruguayaanse selectie die deelnam aan de WK-eindronde 2018 in Rusland. La Celeste behaalde drie zeges op rij in groep A, waarna de ploeg van bondscoach Oscar Tabárez in de achtste finales afrekende met regerend Europees kampioen Portugal (2–1) door twee treffers van aanvaller Edinson Cavani. Zonder diens inbreng (kuitblessure) verloor Uruguay vervolgens in de kwartfinale met 2–0 van de latere wereldkampioen Frankrijk. De Arrascaeta kwam in twee van de vijf WK-duels in actie voor zijn vaderland. Op het WK 2022 werd hij bijna de held van de natie door tweemaal te scoren tegen Ghana. De 2-0 overwinning was echter niet voldoende voor de kwalificatie voor de volgende ronde. Tegelijkertijd klopte Zuid-Korea groepshoofd Portugal met 2-1, waardoor Uruguay alsnog als derde eindigde in groep H.

## Erelijst
Defensor Sporting
- Primera División: 2012/13 Clausura

 Cruzeiro
- Copa do Brasil: 2017, 2018
- Campeonato Mineiro: 2018

 Flamengo
- CONMEBOL Libertadores: 2019, 2022
- CONMEBOL Recopa: 2020
- Campeonato Brasileiro Série A: 2019, 2020
- Copa do Brasil: 2022
- Supercopa do Brasil: 2020, 2021
- Campeonato Carioca: 2019, 2020, 2021

Individueel
- Campeonato Brasileiro Série A Team van het Jaar: 2018, 2019
- Bola de Prata: 2019